# Marcelino Bolívar
Marcelino Bolívar   (Ciudad Bolívar, 14 de juliol de 1964) és un boxejador veneçolà, ja retirat, que va competir durant les dècades de 1980 i 1990.
El 1984 va prendre part en els Jocs Olímpics d'Estiu de Los Angeles, on guanyà la medalla de bronze en la categoria del pes minimosca del programa de boxa. Quatre anys més tard, als Jocs de Seül quedà eliminat en sèries en la prova del pes minimosca. En el seu palmarès també destaquen dues medalles de bronze als Jocs Centreamericans i del Carib, el 1982 i 1986.
Entre 1989 i 1994 va competir com a professional, amb un balanç final de 21 combats disputats amb disset victòries i quatre derrotes.